# Потоцкий, Фёдор Павлович
Граф Фёдор Павлович Потоцкий, Теодор Анджей Потоцкий (пол. Teodor Andrzej Potocki; 13 февраля 1664 — 12 ноября 1738) — примас польский, архиепископ гнезненский, сенатор Польского королевства. Из рода Потоцких.

## Биография
Родился в Москве в 1664 году.  Отцом его был Павел Стефанович Потоцкий, матерью — Елена Петровна, урождённая Салтыкова, — оба пользовавшиеся большим расположением царя Алексея Михайловича, который сам вызвался быть восприемником их сына и повелел совершить таинство крещения патриарху Никону.
После переезда родителей в Польшу, Фёдор Потоцкий стал посещать иезуитские училища, затем обучался в германских и итальянских университетах. В 1683 году он был посвящён в духовный сан и вскоре назначен краковским каноником. Призванный к королевскому двору, Потоцкий снискал себе симпатии королевской семьи и занял пост канцлера супруги королевича Иакова. С избранием Августа II на престол, Фёдор Потоцкий, по представлению Феликса Потоцкого, получил Холмскую епископию, хотя утверждение его в звании епископа состоялось лишь два года спустя по избрании: рождение его от православной и крещение православным патриархом возбудили против него интриги.
После этого Потоцкий был назначен сенатором и членом Государственного Совета Польского королевства. Потоцкий принимал деятельное участие в исторической жизни Польши, особенно после того, как в 1722 году был избран Гнезненским архиепископом. Горячий патриот, Потоцкий в 1724 году, когда русские послы в Варшаве, князья Сергей Григорьевич и Василий Лукич Долгорукие старались сорвать сейм, чтобы помешать ему принять решение, невыгодное для Российской империи, грозил депутатам конфедерацией, если они допустят что-либо подобное. Совершенно иначе отнесся он к предложениям России в 1729 году, во время переговоров между ними и посланником России князем С. Г. Долгоруким об утверждении избранного в епископы Белорусские Арсения Берло: добившись обещания нашего посла, что в случае, если будет сделано какое-либо насилие при избрании короля, Россия будет заодно с Речью Посполитой, Потоцкий стал высказывать свои симпатии к России и вообще склоняться на сторону её интересов. Настроение это, однако, было непродолжительно.
Оставшись после смерти короля Августа II в звании примаса — первым лицом в государстве, Потоцкий распустил сейм и гвардию покойного короля, велел 1200 саксонцам, находившимся на службе при дворе Августа, немедленно выехать из Польши, стал вообще высказываться против поддерживаемой Россией саксонской династии и однажды даже проговорился русскому послу графу Левенвольде о своей приверженности к Станиславу Лещинскому. Когда об этом узнали в Петербурге, к примасу была отправлена грозная грамота, в которой императрица Анна Иоанновна требовала исключения Лещинского из числа кандидатов на польский престол. Потоцкий ответил на это воинственными приготовлениями, разослал своих приверженцев склонять других к присяге угрозами и деньгами, но во всем этом не имел успеха. Наоборот, когда он сам, с крестом в руке, стал присягать первый в исполнении всех своих замыслов, раздались сильные протесты. Когда же Россия вошла в сношения с венским двором, и саксонская партия значительно усилилась, Потоцкий отправил в Санкт-Петербург посла с письмом, в котором выражалась надежда, что русская императрица не нарушит свободы королевских выборов и будет зерцалом справедливости для прочих держав. Кроме того, посол от имени примаса жаловался на поведение русского посланника Левенвольда, уехавшего из Варшавы без сообщения о том примасу, и просил, чтобы в Варшаву был прислан посол русского происхождения. Жалобы эти не имели успеха, и примасу было даже поставлено на вид, что «русской императрице нельзя предписывать, каких послов держать ей в Варшаве».
После этого Потоцкий открыто стал агитировать в пользу Лещинского, которого и провозгласил королём 12 сентября 1738 года. Удалившись затем со вновь провозглашенным королём в Данциг, Потоцкий продолжал его поддерживать во время осад этого города, и даже когда Данциг был взят русскими войсками, он, отдавшись на волю и милосердие всероссийской императрицы, отказался признать саксонского курфюрста Августа III законным королём Польши.
В 1732 году Потоцкий был награждён Орденом Белого орла.
Потоцкий был выдан саксонскому курфюрсту и заключён под стражу, однако продолжал упорствовать, не поддавался на подкуп, пока семимесячное заключение не подорвало его старческих сил. Освобождённый, он в июле 1735 года приехал в Варшаву и представился королю, которого попросил вывести хоть часть иностранных войск, разорявших государство, из пределов Польши и оказать этим милость истощённым обывателям королевства. Король отвечал примасу уверениями в своей неизменной милости и расположении, но Фёдор Потоцкий написал письмо русской императрице с глубокой «адорацией», в котором благодарил за милосердие, оказанное «хворому и несчастному старику», который остаток жизни своей употребит на молитвы о многолетнем и «благополучном государствовании и будет во всем послушен её велениям». Русский посланник, граф Кейзерлинг, писал, что будет стараться удерживать примаса в таких добрых сентиментах и советовал императрице прислать примасу бриллиантовый крест. Действительно, ему удалось поддерживать с Потоцким добрые отношения и склонить его на сторону России.
Потоцкий получил от русского правительства ежегодную пенсию в 3166 червонных и не только перестал выступать деятельным оппонентом русским намерениям, но даже удерживал от этого своего сородича, гетмана Юзефа Потоцкого. Симпатии к России не помешали ему, однако, остаться враждебным до конца жизни Саксонскому двору и его представителю королю Августу.
Граф Потоцкий умер 12 ноября 1738 года, в возрасте 75 лет.

## Оценка деятельности
Русский по рождению, крестник русского царя, силой событий ставший католическим архиепископом, Потоцкий сыграл немаловажную роль в русской истории, особенно в истории польско-русских отношений в царствование императрицы Анны Иоанновны. Приведенный силой обстоятельств к борьбе с влиянием России, он часто видел в сближении с ней единственный исход для Польши и становился на её сторону, Пётр I доверял ему государственные тайны, он был известен даже малолетнему Петру II, а Анна Иоанновна смотрела на слова «великого примаса», как на решающие то или иное направление польской политики.

## Труды
- «Epistola pastoralis Th. Potocki, Archiepiscopi Gnesnensis», Варшава, 1722.
- «Kopje listów T. Potockiego do Lipskiego, biskupa krakowskiego», Краков, 1735.

## Семья
- Отец — Павел Стефанович Потоцкий — каменецкий каштелян;
- Мать — Елена Петровна Салтыкова (после принятия католичества — Элеонора Потоцкая);
- Братья и сёстры: Александр Ян, Стефан, Якуб, Михаил, Пётр Ян, Эльжбета, Анна, Доминик; сводный брат — Юзеф Станислав